# Stehekin
Stehekin (kiejtése: stəˈhiːkən) az Amerikai Egyesült Államok északnyugati részén, Washington állam Chelan megyéjében elhelyezkedő önkormányzat nélküli település.
Stehekin állandó lakosainak száma körülbelül 75 fő. A település neve egy indián kifejezésből ered, melynek jelentése „végigvezető út”.
2003-ban a megáradó Stehekin folyó elmosta az ide vezető utat, ezáltal a Cascade-hágó felőli megközelítés nehézkessé vált.

## Éghajlat
A település éghajlata kontinentális tajga (a Köppen-skála szerint Dsc).
| Hónap                         | Jan.  | Feb.  | Már.  | Ápr. | Máj. | Jún. | Júl. | Aug. | Szep. | Okt. | Nov.  | Dec.  | Év    |
| ----------------------------- | ----- | ----- | ----- | ---- | ---- | ---- | ---- | ---- | ----- | ---- | ----- | ----- | ----- |
| Rekord max. hőmérséklet (°C)  | 12,8  | 15,0  | 21,1  | 33,9 | 38,3 | 41,1 | 41,7 | 40,6 | 36,7  | 28,9 | 19,4  | 16,7  | 41,7  |
| Átlagos max. hőmérséklet (°C) | 1,1   | 3,9   | 8,9   | 15,0 | 20,6 | 24,4 | 29,4 | 28,9 | 23,3  | 13,9 | 5,0   | 0,6   | 14,6  |
| Átlagos min. hőmérséklet (°C) | −3,9  | −3,6  | −0,6  | 2,2  | 6,1  | 10,0 | 13,3 | 12,8 | 8,3   | 3,3  | −0,6  | −3,9  | 3,7   |
| Rekord min. hőmérséklet (°C)  | −27,8 | −26,7 | −20,6 | −6,7 | −3,9 | −2,2 | 2,2  | −1,1 | −5,6  | −8,9 | −18,0 | −29,4 | −29,4 |
| Átl. csapadékmennyiség (mm)   | 167   | 100   | 73    | 40   | 29   | 22   | 15   | 16   | 24    | 85   | 176   | 173   | 920   |
| Forrás: The Weather Channel   |       |       |       |      |      |      |      |      |       |      |       |       |       |

## Fordítás
Ez a szócikk részben vagy egészben  a   Stehekin, Washington című angol Wikipédia-szócikk ezen változatának fordításán alapul.  Az eredeti cikk szerkesztőit annak laptörténete sorolja fel. Ez a jelzés csupán a megfogalmazás eredetét és a szerzői jogokat jelzi, nem szolgál a cikkben szereplő információk forrásmegjelöléseként.